# Винцас Миколайтис-Путинас
Винцас Юозович Миколайтис-Путинас е литовски писател, поет, литературен критик, учен.

## Биография
Роден е на 20 май 1893 г. През 1909 г. е записан в Семинарията в Сейни, а след няколко години публикува първото си стихотворение. През 1915 г. е ръкоположен за свещеник, но поставя под въпрос мисията си. По-късно продължава обучението си в Римокатолическата богословска академия в Санкт Петербург. Именно в Санкт Петербург Миколайтис публикува първата си стихосбирка през 1917 г. След това продължава учението си в университета във Фрибург, Швейцария, където получава докторска степен през 1922 г.
След завършването на следването си в Швейцария и Франция Миколайтис се установява в Литва, където преподава в Литовския университет. По време на престоя си във Франция Миколайтис започва да работи върху най-известния си роман — „В сянката на олтарите“. Романът в 3 части е публикуван през 1933 г. и предизвиква скандал в Литва, тъй като описва свещеник, който се съмнява и в крайна сметка се отказва от призванието си. През 1935 г. Миколайтис сам се отказва от свещеничеството си. През 1940 г. започва работа във Вилнюския университет, където е избран за професор.
Член е на Литовската академия на науките от 1941 г.
Миколайтис умира на 7 юни 1967 г. в Качергине близо до Каунас и е погребан в гробището Расос, Вилнюс.

## Творчество
Изпитва влиянието на романтизма и символизма. Най-значителната му творба е романът „В сянката на олтарите“ (1933) – против църковната реакция. Пише философска лирика, исторически романи, прави литературно-исторически изследвания и преводи.
Превежда от руски и полски на литовски език произведения на Александър Пушкин, Михаил Лермонтов, Адам Мицкевич и др.
Най-значими произведения
- „В сянката на олтарите“ – роман, 1933.
- „Поезия“ – стихосбирка, 1956.
- „Въстаници“ – исторически роман, 1957.